# C7H6Cl2
化学式C7H6Cl2（摩尔质量：161.03 g/mol）可能指：
- 二氯甲苯，混合CAS号：？
  - 2,3-二氯甲苯，CAS号：32768-54-0 
  - 2,4-二氯甲苯，CAS号：95-73-8 
  - 2,5-二氯甲苯，CAS号：19398-61-9 
  - 2,6-二氯甲苯，CAS号：118-69-4 
  - 3,4-二氯甲苯，CAS号：95-75-0 
  - 3,5-二氯甲苯，CAS号：25186-47-4
- 二氯化苄，CAS号：98-87-3
- 4-氯苄氯，CAS号：104-83-6

|  | 这个同类索引页列出了具有相同分子式的化学物（即同分異構體）条目。 除非您是有意链接至本页，否则应将相应条目的内部链接指向正确的条目。 |